# Salon des vrais indépendants
Pour les autres Salons d'art parisiens, voir Salon.
Le Salon des vrais indépendants est une exposition d'art qui a lieu à Paris depuis 1928.

## Historique
Parallèlement au Salon des surindépendants, le Salon et l'Association artistique des vrais indépendants sont fondés à l'automne 1928 par quelques artistes ne voulant plus de jury d'admission et remettant en cause les restrictions imposées par la nouvelle réglementation du Salon des indépendants de 1924, dont Arsène Sari (1895-1995). Ces deux salons se tiennent au même endroit jusqu'en 1930. Leurs organisateurs attendaient des exposants qu'ils ne participent à aucun autre salon. Ces deux salons présentent les œuvres par styles et non par nationalités.
Le critique d'art André Warnod a qualifié ces salons de « cri de guerre » contre le Salon des indépendants et André Fage estime qu'ils contestent le niveau moyen des indépendants, « envahi par la médiocrité cosmopolite qui confond la peinture avec la mystification et cache son impuissance derrière une excentricité prétentieuse. »
Tandis que le Salon des surindépendants, plus actif, se développe au début des années 1930, celui des vrais indépendants perd de son attractivité.

## Expositions
- 1928 : 1re exposition le 27 octobre au parc des expositions de la porte de Versailles. Cette exposition comprenait 593 peintures et dessins exposés dans trois salles, une première consacrée aux avant-gardes avec des œuvres poscubistes et surréalistes, la deuxième salle aux œuvres inspirées par l’impressionnisme, la troisième exposant des œuvres d'artistes amateurs.
- 1929 : 2e exposition.
- 1930 : 3e exposition.
- 1931 : 4e exposition,
- 1932 : 5e exposition.
- 1933 : 6e exposition,
- 1934 : 7e exposition.
- 1935 : 8e exposition.
- 1936 : 9e exposition.
- 1937 : 10e exposition.
- 1938 : 11e exposition.
- 1939 : 12e exposition.
- 1945 : 13e exposition.

## Participants notoires
- Tarsila do Amaral (1886-1973), expose en 1928 et 1929[2].
- Alfred Georges Regner (1902-1987), en 1945.
- Arsène Sari (1895-1995), de 1928 à la Seconde Guerre mondiale.